# Ernst Becker (Politiker)
Ernst Becker (* 22. April 1869 in Oberhausen; † 13. Mai 1935 in Lünen) war ein deutscher Kommunalbeamter und langjähriger Bürgermeister und Oberbürgermeister der Stadt Lünen.

## Leben
Bevor Becker mit 27 Jahren am 1. Juli 1896 Bürgermeister der Stadt Lünen wurde, wirkte er als Regierungs- und Steuersupernumerar (d. h. „überzähliger“ Beamtenanwärter ohne Besoldung) in Herford.
In seinen 36 Jahren Amtszeit als Bürgermeister und Oberbürgermeister der Stadt Lünen modernisierte er die Ackerbürgerstadt und führte sie in das 20. Jahrhundert. In seine Zeit fielen u. a. die Eröffnung von Zechen, verschiedene Anschlüsse an das regionale Verkehrsnetz sowie die Verbesserung der Infrastruktur. Aber auch Ortseingemeindungen von Lippholthausen, Gahmen, Horstmar, Beckinghausen, Brambauer und Teilen des Amtes Derne. Diese umfangreichen Tätigkeiten, ergänzt durch die Errichtung des Amtsgerichtes (1912), den Neubau der Stadtsparkasse zu Lünen an der Borker Straße, die Eröffnung zahlreicher Schulen sowie die Eröffnung der Bahnstrecken Hamm–Oberhausen und Dortmund-Münster sorgten dafür, dass Lünen seinen kleinstädtischen Charakter ablegte und mit der aufblühenden Industrialisierung Schritt hielt.
Ernst Becker verstarb am 13. Mai 1935 und wurde auf dem Friedhof „An der Münsterstraße“ beerdigt. 

## Ehrungen
Zu seinem Silbernen Dienstjubiläum 1921 wurde er vom Stadtrat einstimmig zum Ehrenbürger der Stadt Lünen ernannt. Von 1928, als Lünen eine kreisfreie Stadt wurde, bis zum Eintritt in den Ruhestand 1932 führte er den Titel „Oberbürgermeister“. Zu seinen Ehren und zu seinem Andenken wurde eine Straße in Lünen-Nord, ausgehend vom Hauptbahnhof in Richtung Nordlünen, nach ihm benannt.
| Personendaten    | Personendaten                                                                                  |
| ---------------- | ---------------------------------------------------------------------------------------------- |
| NAME             | Becker, Ernst                                                                                  |
| KURZBESCHREIBUNG | deutscher Kommunalbeamter und langjähriger Bürgermeister und Oberbürgermeister der Stadt Lünen |
| GEBURTSDATUM     | 22. April 1869                                                                                 |
| GEBURTSORT       | Oberhausen                                                                                     |
| STERBEDATUM      | 13. Mai 1935                                                                                   |
| STERBEORT        | Lünen                                                                                          |